# Billy Drummond

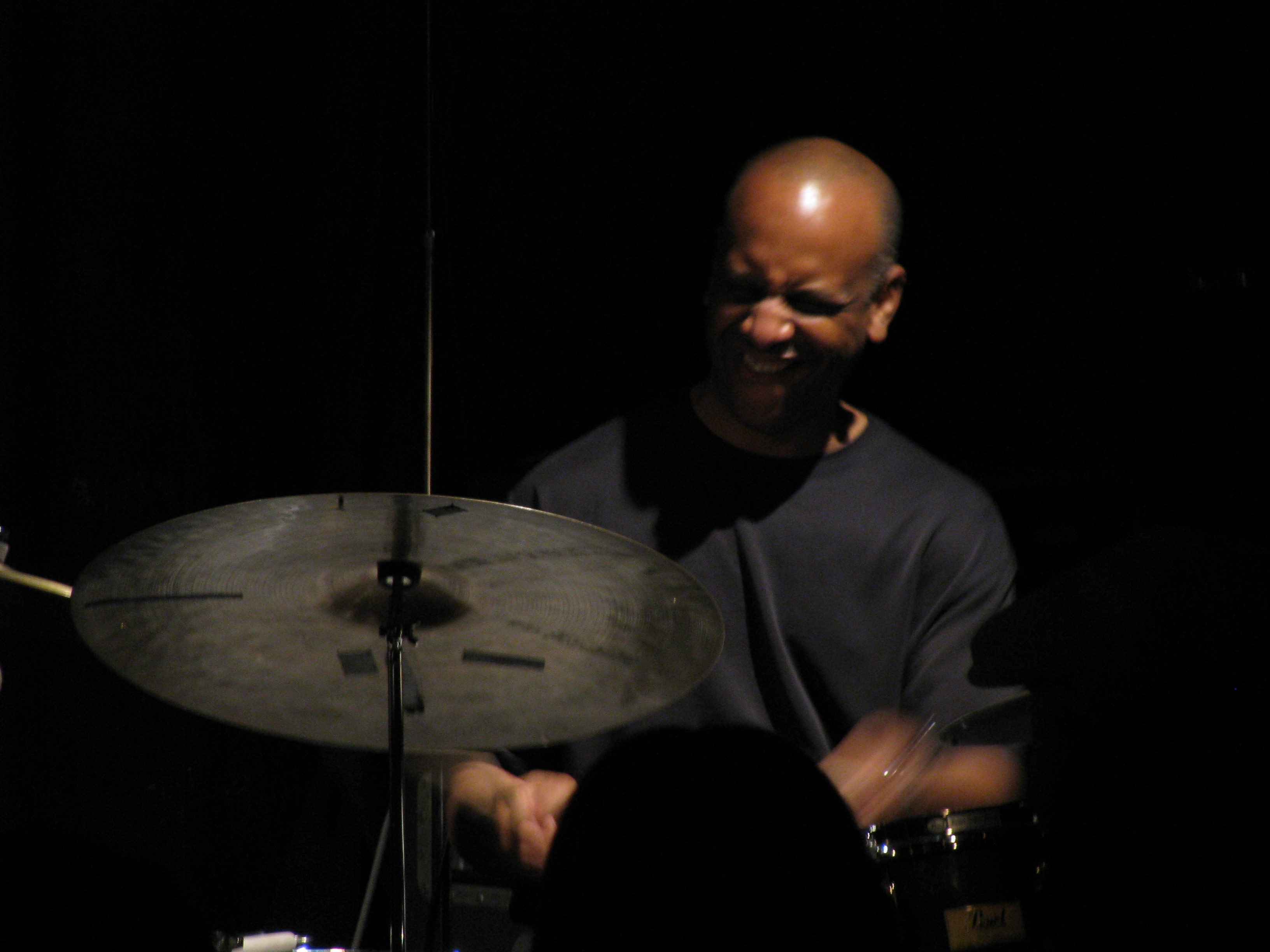
Billy Drummond (2008)

Willis Robert „Billy“ Drummond (* 19. Juni 1959 in Newport News, Virginia) ist ein US-amerikanischer Jazz-Schlagzeuger.

## Leben und Wirken
Drummond begann bereits im Alter von vier Jahren Schlagzeug zu spielen und wirkte als Jugendlicher in verschiedenen Schul- und regionalen Bands mit. 1988 ging er nach New York City, wo er bald Mitglied der Band „Out of the Blue“ wurde und dem Sextett von Horace Silver beitrat.
Als Sideman ist Drummond auf über zweihundert CDs zu hören, u. a. unter Carla Bley, Sonny Rollins, Steve Kuhn, Joe Henderson, J. J. Johnson, Nat Adderley, Bobby Hutcherson, Buster Williams, Lee Konitz, James Moody, Andrew Hill, Freddie Hubbard, Charles Tolliver, Sheila Jordan, Tony Lakatos, Franco Ambrosetti, Yakov Okun, Toots Thielemans, Larry Willis (Blue Fable, 2007) und Kris Davis’ Album Duopoly (2016). Daneben veröffentlichte er auch mehrere Alben als Bandleader. Gemeinsam mit seiner (nun ehemaligen) Frau Renee Rosnes und dem (nicht verwandten) Bassisten Ray Drummond spielte er in der Gruppe „The Drummonds“. Er unterrichtet Jazz-Schlagzeug an der Juilliard School of Music und der New York University.

## Diskografie (als Leader)
- 1991: Native Colours (Criss Cross) mit Renee Rosnes, Steve Wilson, Steve Nelson, Ray Drummond
- 1993: The Gift (Criss Cross) mit Peter Washington, Seamus Blake, Renee Rosnes
- 1995: Dubai (Criss Cross) mit Chris Potter, Walt Weiskopf, Peter Washington
- 2022: Valse Sinistre

## Lexikalischer Eintrag
- Leonard Feather, Ira Gitler: The Biographical Encyclopedia of Jazz. Oxford University Press, New York 1999, ISBN 0-19-532000-X.